# London Wall
A London Wall egy római kori védelmi fal az Egyesült Királyságban, London történelmi központjában. A 2. század végén épült védvonal, a rómaiak által alapított Londinium területhatáraként szolgált, hogy megvédjék a Temze mellett fekvő stratégiai fontosságú kikötővárost. A késő középkorban még ez a fal jelölte City of London határait. London terjeszkedését követően nagy részét lebontották, építőanyagát a környező települések építésére használták. Jelentős része mára eltűnt, de maradványai még ma is láthatóak. 
A London Wall nevet viseli az az 1956-ban épített közút is, amely az egykori fal nyomvonalának egy része mellett húzódik végig, London helytörténeti múzeumától (Museum Of London), az Old Broad Street-ig.

## Története
A rómaiak által épített falat valamikor a 2. század végén és a 3. század elején emelték a Temze bal partja mentén. A városfal kövei alatt a régészek olyan dátumozott pénzérméket találtak, amelyek azt bizonyítják, hogy a fal nagy valószínűséggel 190 és 225 között épülhetett.  
A fal építésének pontos oka nem ismert, de néhány történész a piktek inváziójával hozta összefüggésbe, akik 180 körül lerohanták Hadrianus falát.

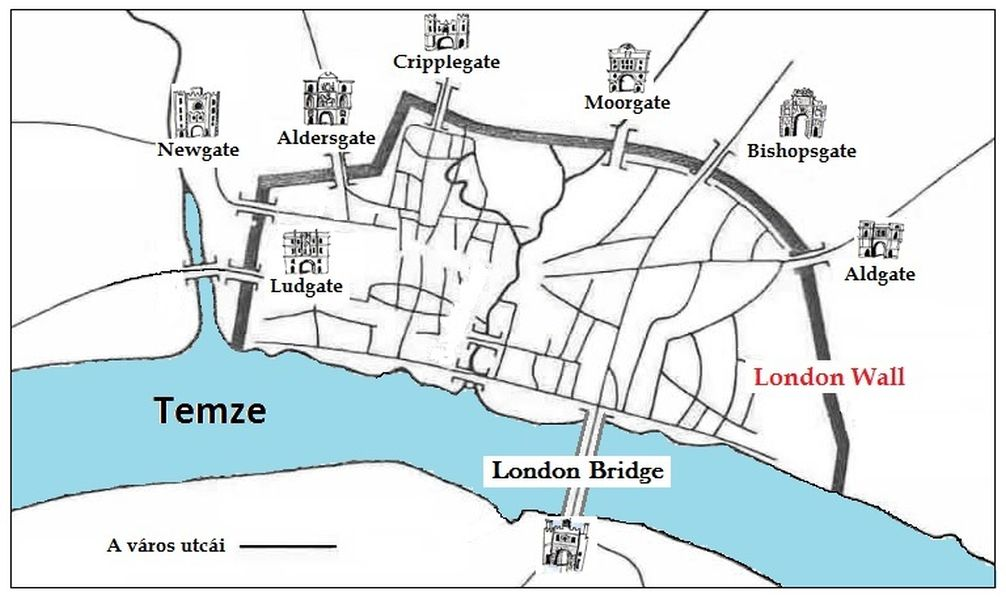
A London Wall és kapuinak elhelyezkedése Londinium körül

Egy másik változat szerint, a London Wall azon politikai válság kapcsán épült, amely a császári trónért folyó küzdelemben Septimius Severus és Clodius Albinus vívott egymással 190-ben. A falat Albinus rendelkezésére kezdték el építeni, mert úgy érezhette, hogy meg kell védenie a provincia fővárosát ellenfelétől. Végül 197-ben a lugdunumi csatában Septimius legyőzte riválisát.
A fal építőanyaga javarészt 85 ezer tonna kenti mészkőből épült, amelyet vízi úton szállítottak Maidstone-ból. Eredeti állapotában több mint 3,2 kilométer hosszú, 2 – 3 méter vastag, 6 méter magas volt és egy 2,59 négyzetkilométernyi területet zárt körbe. Több mint 20 bástyája volt és a külső fal mentén, egy két méter mély, 3 – 5 méter széles, száraz sáncárok is húzódott. Hadrianus fala és a római útépítés után, a London Wall volt az egyik legnagyobb megvalósult építkezés, a római kori Britanniában.  
Mivel Londinium stratégiai jelentőséggel bírt, ezért a rómaiak a 4. században tovább erősítették a falat, mielőtt 410-ben a római hadsereg elhagyta Britanniát. A fal a rómaiak távozása után is aktív használatban maradt. 457-ben a London ellen portyázó szászok támadásai ellen védte a várost. A falat megerősítették és karbantartották, így a következő 1200 évben mindvégig megőrizte védekező funkcióját. A középkorban több kapuval és bástyával, valamint lőrésekkel egészítették ki. 1666 szeptemberében, a nagy londoni tűzvész tragédiájakor, a falon belül szinte az egész középkori város elpusztult. Az észak, északnyugati irányban terjedő tűzben, a városfal három nyugati kapuja (Ludgate, Newgate, és Aldersgate) szinte teljesen megsemmisült.
A 18. és a 19. században a fal jelentős részét lebontották, újrafelhasználták, illetve házak alapjaiként beépítették. 1940. december 29-én a náci Németország londoni légitámadását követően – ellentmondásos módon – úgy maradt épségben egy ilyen falszakasz, hogy a lebombázott 18. századi lakóház romjai alól feltárultak, az egykori római falak maradványai, amelyek a ház alapjai voltak. Ez a hely ma, a "Museum Of London"-hoz közeli "Noble Street" mentén található.
A manapság megtalálható falmaradványok legjelentősebb részei, az említett "Noble Street"-en kívül, néhány alapfal és bástya a "Museum Of London", valamint a "Barbican Estate", a  "St Alphage Gardens" és a "Tower Hill" környékén található. Az egyik legnagyobb és legkönnyebben megközelíthető falrészlet, a Tower Hill metróállomás bejárata mellett található, mely előtt Traianus római császár szobrának másolata áll.

## A London Wall kapui

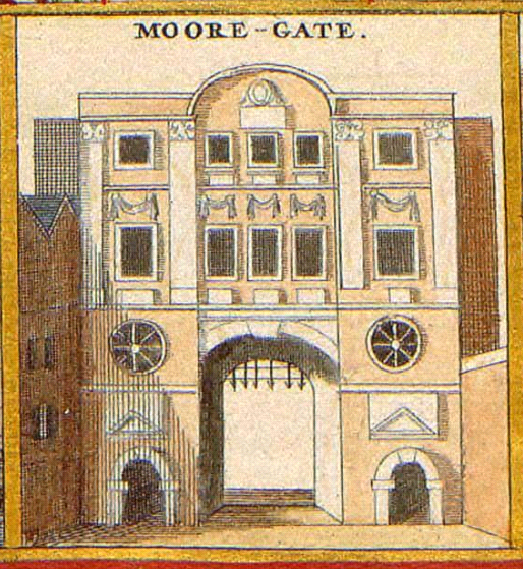
Moorgate – régi illusztráció a London Wall egyik kapujáról (1650))

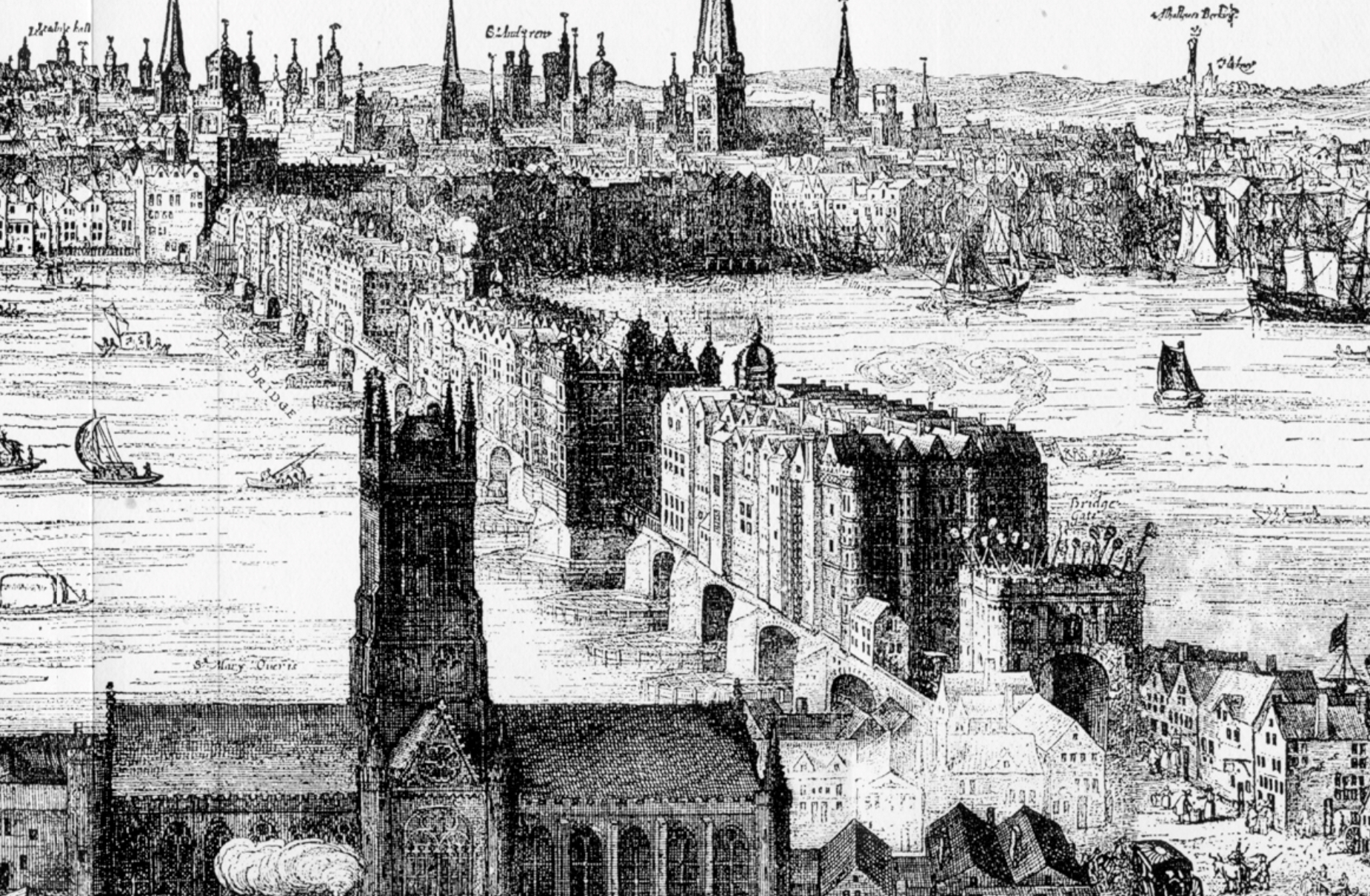
A Great Stone Gateway Londonium nyolcadik kapuja, amely a London Bridge déli hídfője volt (1616))

A falon több kapu is volt, amelyek a bejutást biztosították a városba, illetve a városon kívüli fontos római útvonalakhoz vezettek.
Eredetileg öt kapu épült, de a középkor folyamán még két kaput nyitottak a falon. Az utak kiszélesítése miatt, ezek a kapuk sokszor akadályt jelentettek, ezért a kapukat a 18. század folyamán lebontották. 
A hét kapu neve – az óramutató járásának megfelelően a következők voltak:
- Ludgate – a városfal legnyugatibb kapuja volt, 1760-ban lebontották.
- Newgate – a kaput 1767-ben bontották le
- Aldersgate  – (Newgate és Cripplegate között 350 körül épült). A nagy londoni tűzvész során 1666-ban súlyosan megrongálódott, de helyrehozták és 1761-ig állt.
- Cripplegate – a kapu, és az egész környék a második világháborúban, a nácik támadásai következtében teljesen megsemmisült.
- Moorgate – Nem eredeti római kori kapu, 1415-ben épült Cripplegate and Bishopsgate között. A kaput 1761-ben bontották le.
- Bishopsgate – A Liverpool Street vasúti pályaudvar építése miatt, 1890-ben lebontották.
- Aldgate – A London Wall legkeletibb kapuja volt. 1672-ben távolították el.

A nyolcadik városkapu – amely nem a fal része – a London Bridge-on keresztül vezetett a városba, amely a híd déli hídfőjénél állt.

## London Wall Walk
A London Wall egykori nyomvonala mentén, kiépítettek egy térképekkel és információkkal ellátott turistaútvonalat, amelyen nyomon követhetőek a fal fennmaradt részei.  Az 1984-ben a Museum Of London által létrehozott egyfajta tanösvény, 21 csempézett táblával jelzett helyszínből áll, a Tower Hilltől kiindulva a Museum Of Londonig. A City Wall keleti végének első szakasza ugyan a Londoni Tower udvarában tekinthető meg, (ide külön belépővel lehet bejutni), de a London Wall Walk túra útvonal kiinduló pontja a Tower Hillnél, található. Az útvonal teljes hossza: 2,8 km (kb. egy kétórás sétaút).

## Képgaléria

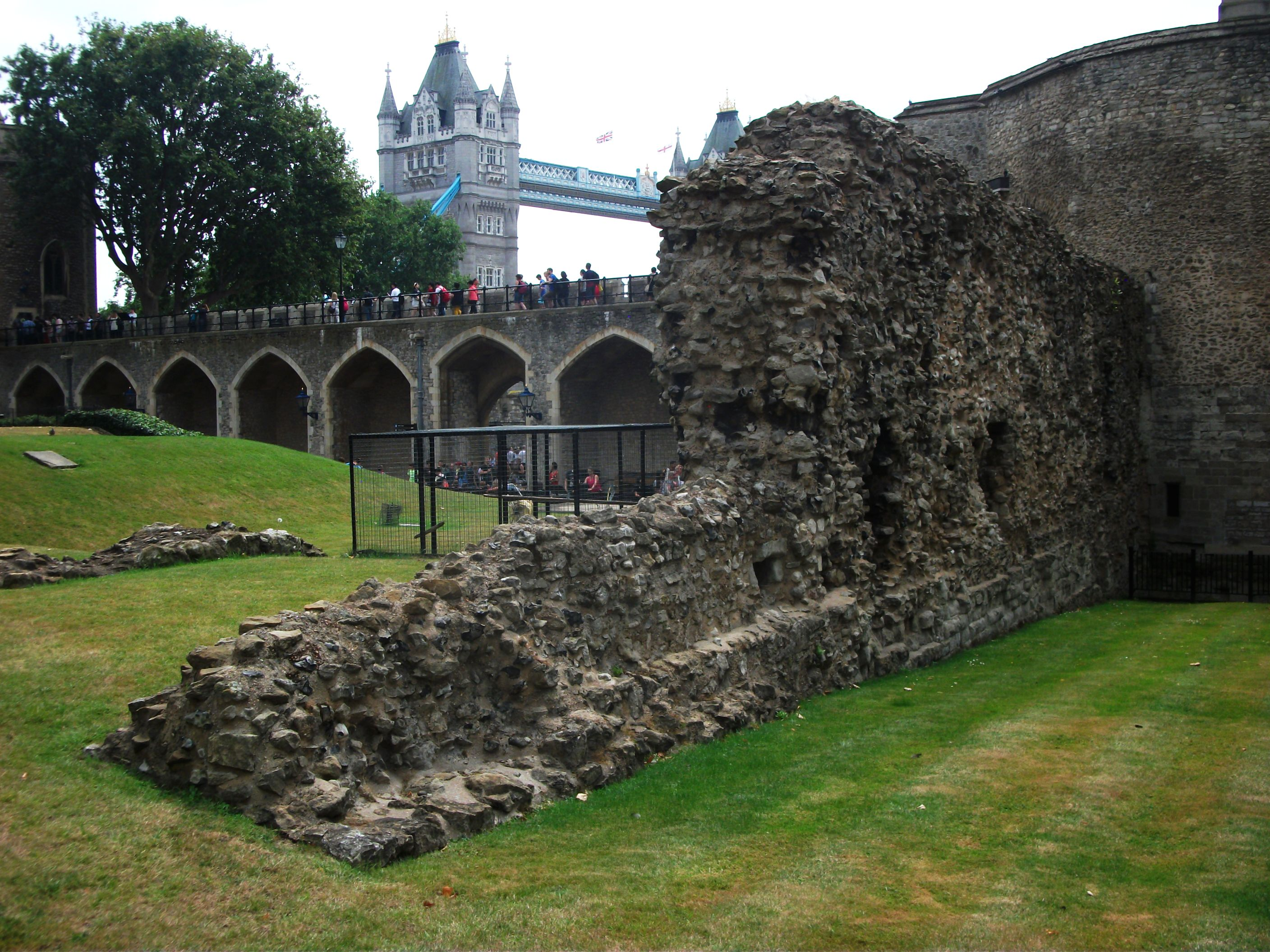
A Római fal maradványa a Londoni Tower belső udvarán (2014)
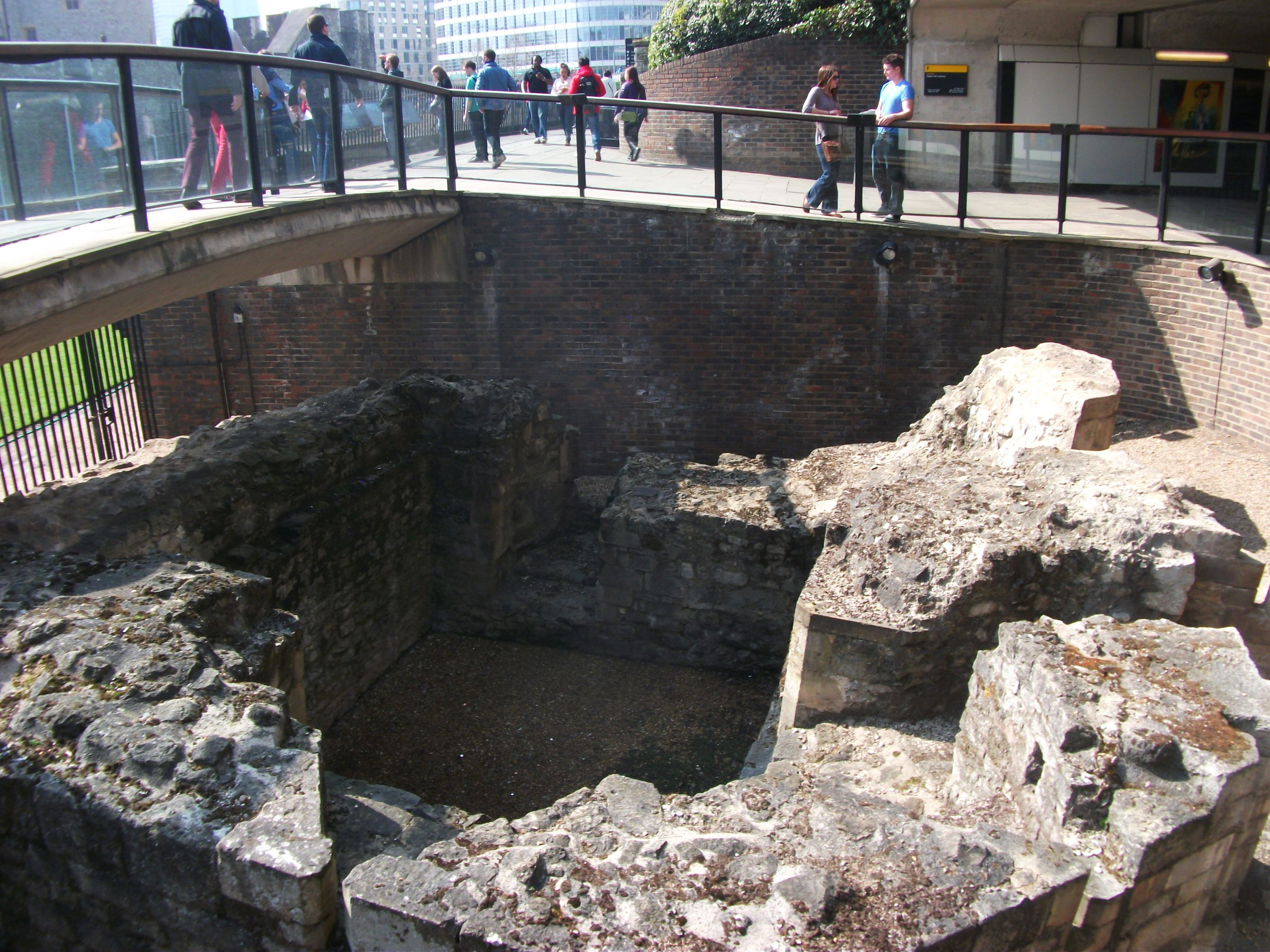
A London Wall középkori kiskapu maradványa (Tower Hill)
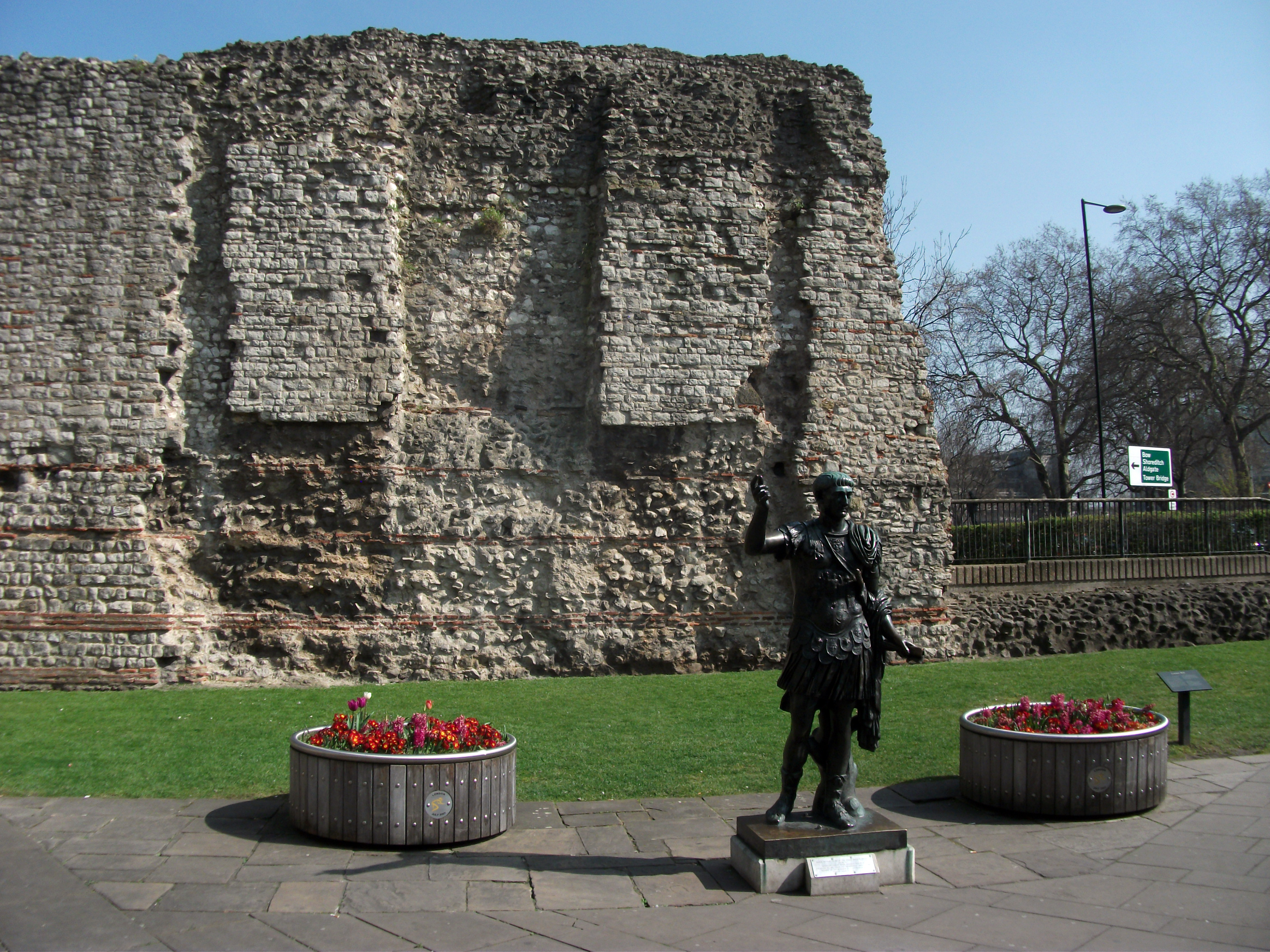
A fal fennmaradt része Tower Hill-nél, az előtérben Traianus szobrával (2014)
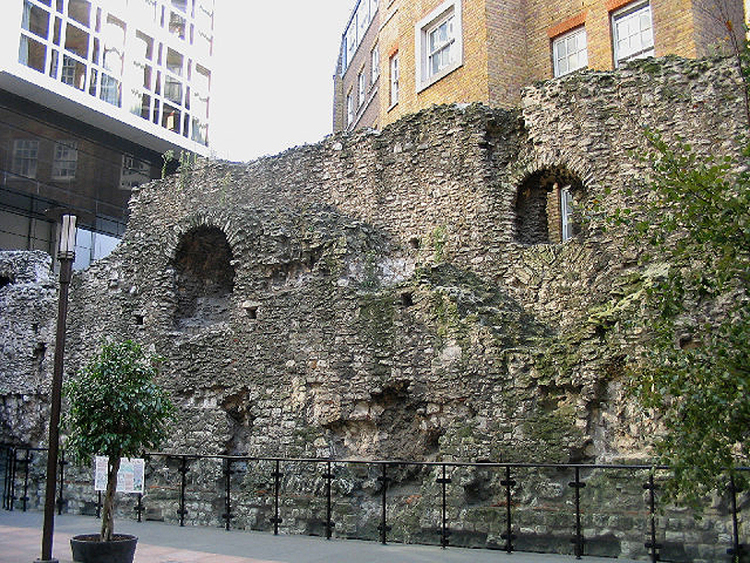
A Cooper's Row jelentős falmaradványa a Tower Hill metróállomás mögött
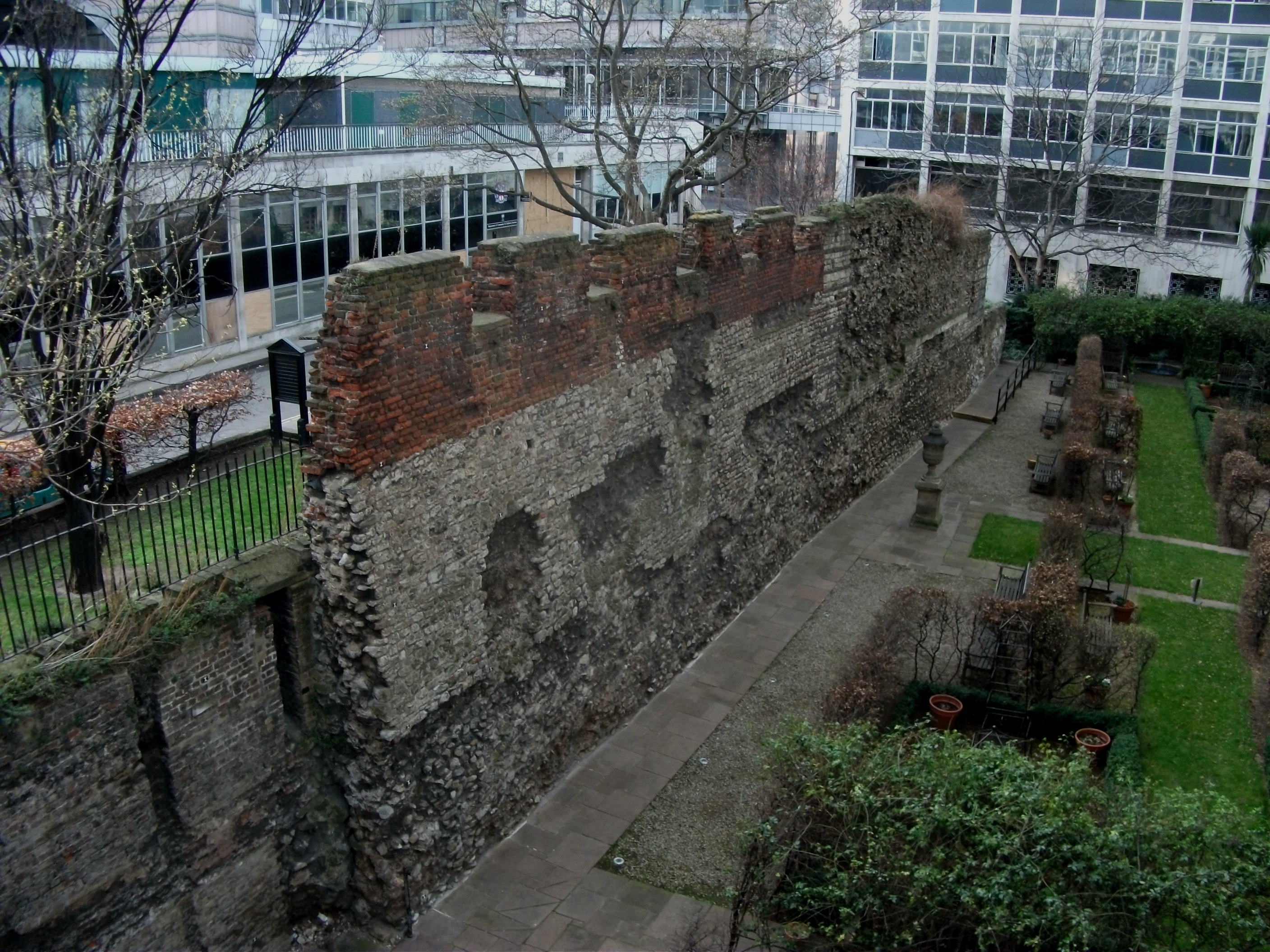
A római fal fennmaradt része St Alphage Garden-nél (2012)
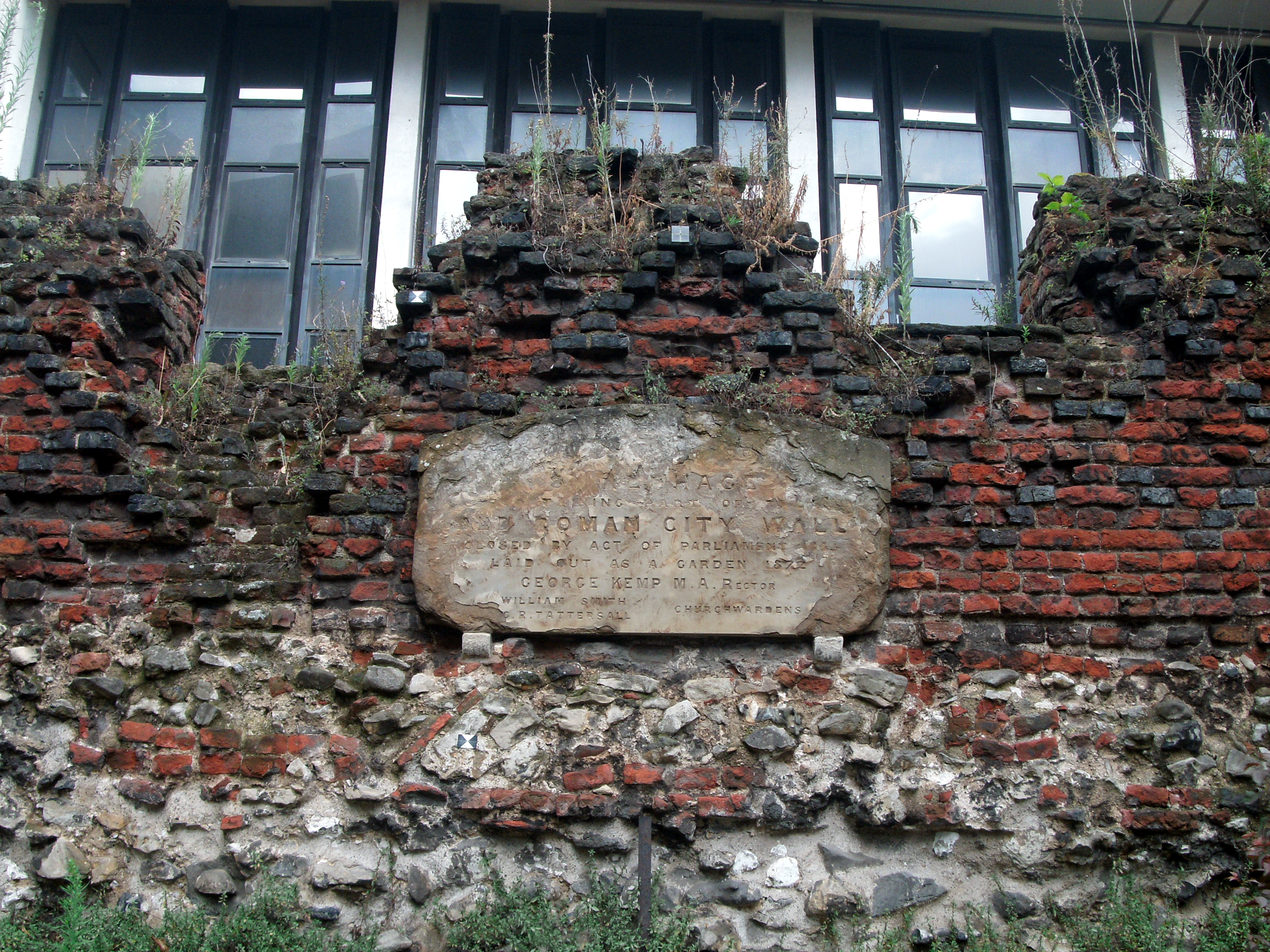
A St Alphage Garden falrészlete, egy 1872-ben kihelyezett emléktáblával
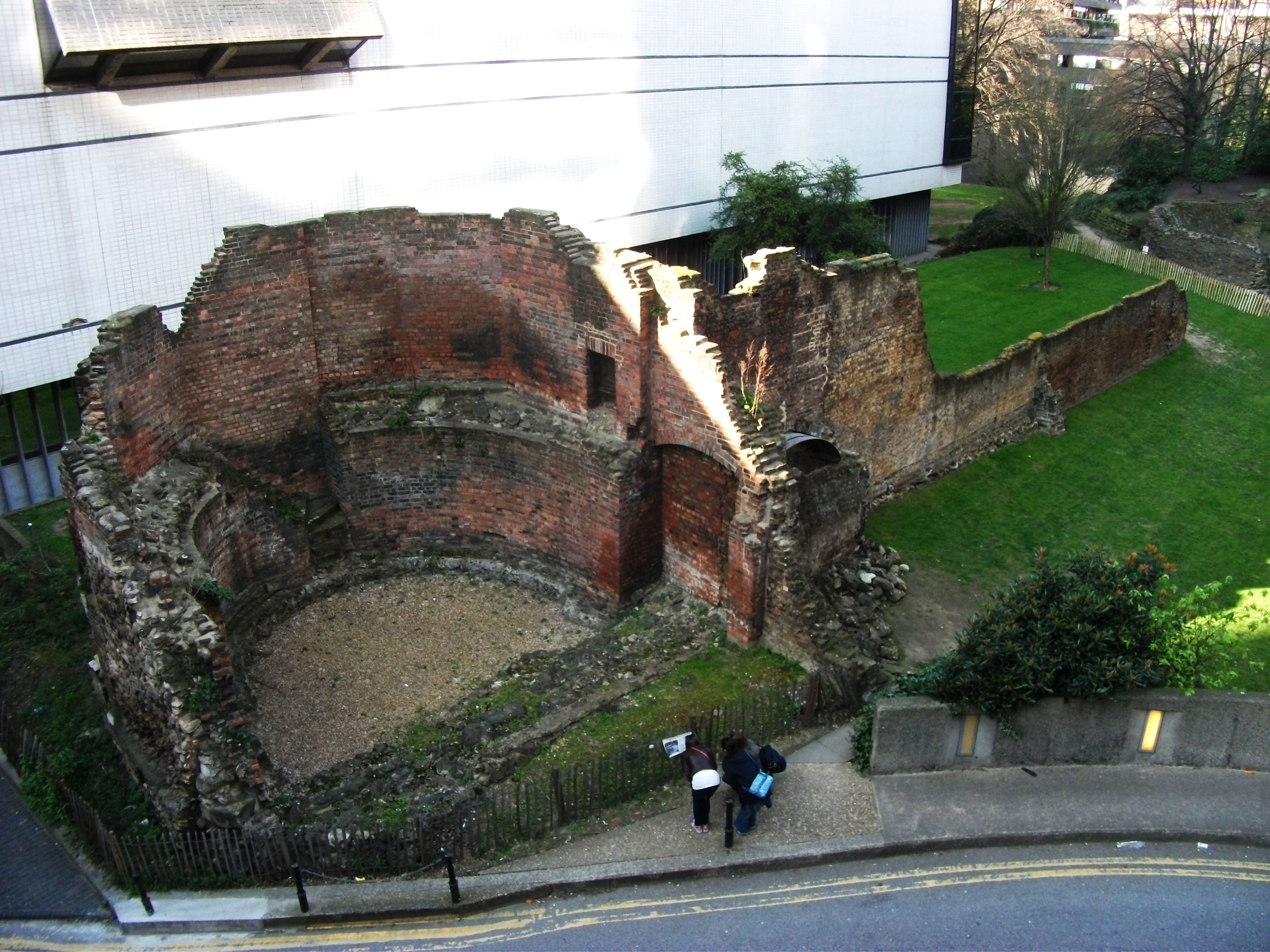
Bástya maradvány a Museum Of London mögött (2014)
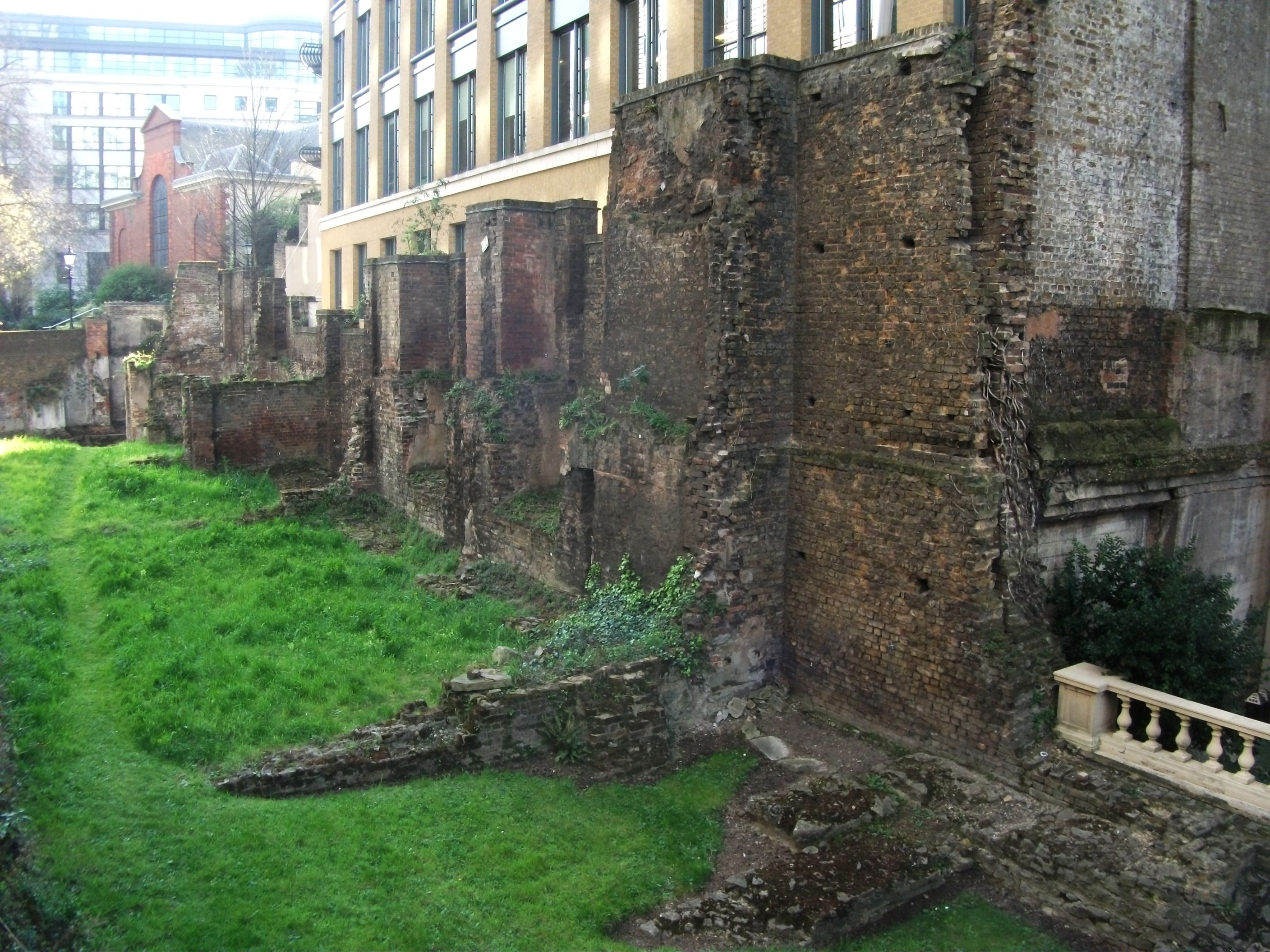
A náci bombatámadás után feltárult rom a Noble Street-en
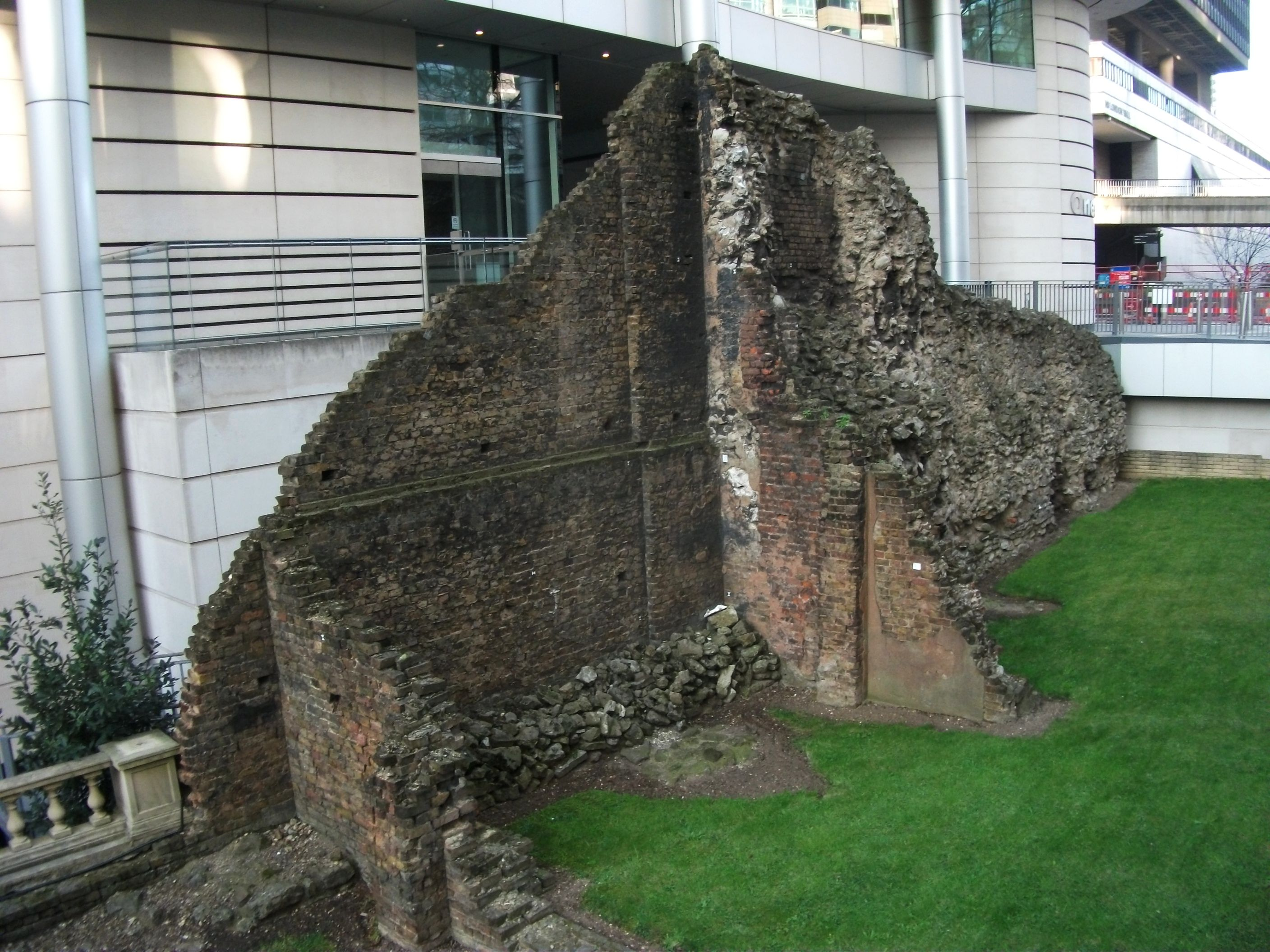
A Noble Street egyik római kori falmaradványa
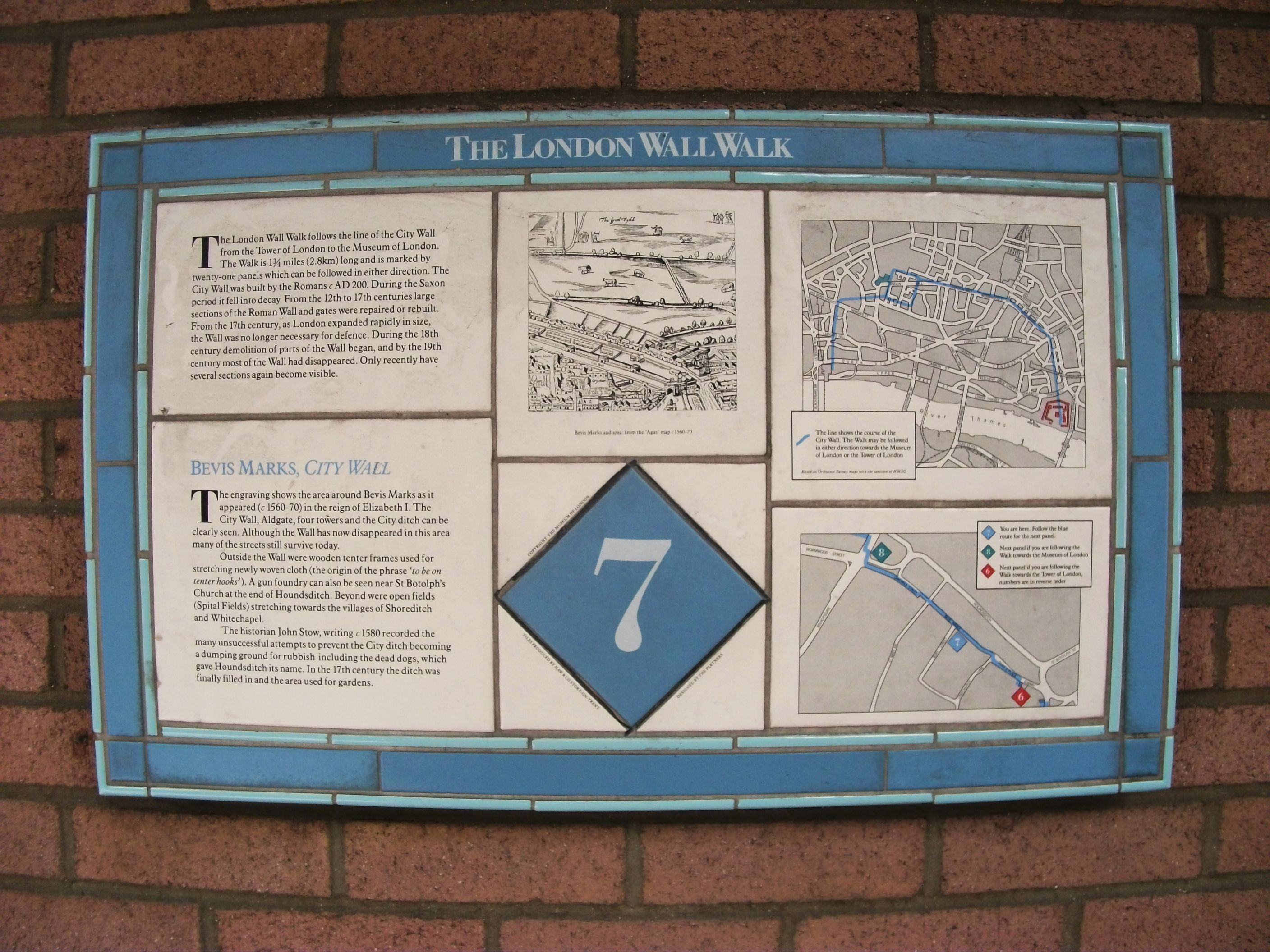
A London Wall Walk egyik csempéből kirakott információs táblája

## Fordítás
Ez a szócikk részben vagy egészben  a   London Wall című angol Wikipédia-szócikk fordításán alapul.  Az eredeti cikk szerkesztőit annak laptörténete sorolja fel. Ez a jelzés csupán a megfogalmazás eredetét és a szerzői jogokat jelzi, nem szolgál a cikkben szereplő információk forrásmegjelöléseként.